# Dacryobolus
Dacryobolus is een geslacht van schimmels behorend tot de familie Dacryobolaceae. De typesoort is Dacryobolus sudans.

## Soorten
Volgens Index Fungorum telt het geslacht acht soorten (peildatum december 2021):
| Soortnaam                              | Auteur(s)                          | Publicatiejaar |
| -------------------------------------- | ---------------------------------- | -------------- |
| Dacryobolus angiospermarum             | S.H. He                            | 2018           |
| Dacryobolus costratus                  | (Rehill & B.K. Bakshi) S.S. Rattan | 1977           |
| Dacryobolus gracilis                   | H.S. Yuan                          | 2016           |
| Dacryobolus incarnatus                 | Quél.                              | 1885           |
| Dacryobolus karstenii (Papilkorstzwam) | (Bres.) Oberw. ex Parmasto         | 1968           |
| Dacryobolus montanus                   | X.Z. Wan & H.S. Yuan               | 2016           |
| Dacryobolus phalloides                 | Manjón, Hjortstam & G. Moreno      | 1984           |
| Dacryobolus sudans (Harstandzwam)      | (Alb. & Schwein.) Fr.              | 1849           |